# Тур Даун Андер 2011

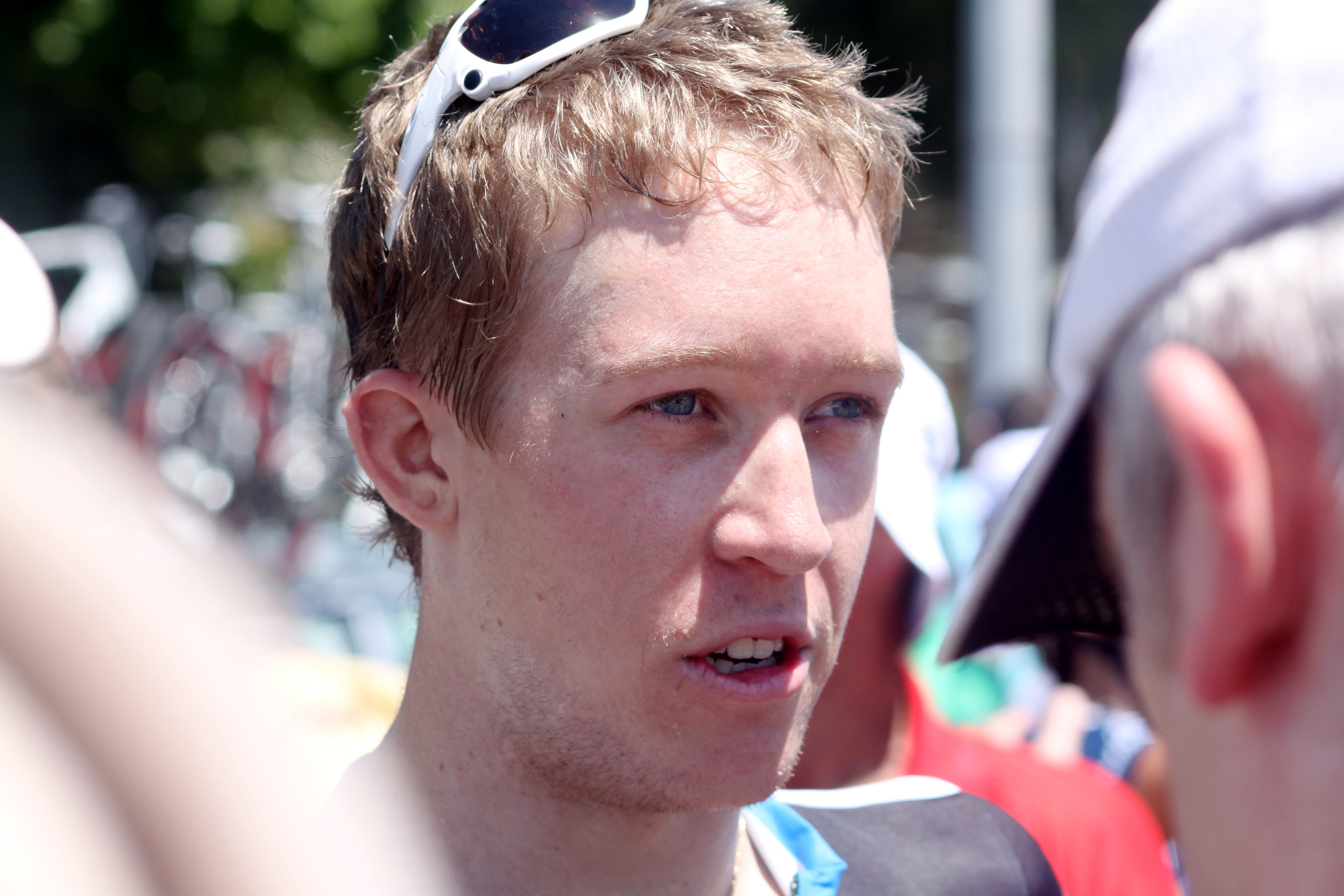
Кэмерон Мэйер (Австралия) - победитель генеральной квалификации Tour Down Under в 2011 году

Тур Даун Андер 2011 (англ. 2011 Tour Down Under) — 13-я по счёту гонка Тур Даун Андер. Соревнование проходило с 18 по 23 января и было первой гонкой Мирового Тура UCI в 2011 году. Победителем велогонки стал австралиец Кэмерон Мейер, выступавший за команду Garmin-Cervélo.

## Участники
Так как Тур Даун Андер входит в календарь Мирового Тура UCI, все профессиональные команды UCI были приглашены автоматически и обязаны были выставить состав для участия в гонке.
Профессиональные команды UCI:
| - Ag2r-La Mondiale - Astana - BMC Racing Team - Euskaltel-Euskadi - Garmin-Cervélo - Lampre-ISD | - Liquigas-Cannondale - Quick Step - Omega Pharma-Lotto - Rabobank - Team HTC-High Road - Team Katusha | - Leopard Trek - Team Movistar - Team RadioShack - Team Saxo Bank-SunGard - Team Sky - Vacansoleil-DCM |

Команды приглашённые организаторами гонки:
| - Команда университета провинции Южная Австралия — UniSA-Australia |

## Маршрут
Трасса гонки 2011 года практически не изменилась с момента ее появления.
| Этап | Маршрут                 | Дистанция | Дата                   | Победитель              |
| ---- | ----------------------- | --------- | ---------------------- | ----------------------- |
| 1    | Mawson Lakes > Angaston | 138 км    | Вторник, 18 января     | Мэтью Госс (AUS)        |
| 2    | Tailem Bend > Mannum    | 146 км    | Среда, 19 января       | Бен Свифт (GBR)         |
| 3    | Unley > Stirling        | 129 км    | Четверг, 20 января     | Майкл Мэттьюс (AUS)     |
| 4    | Norwood > Strathalbyn   | 124 км    | Пятница, 21 января     | Кэмерон Мейер (AUS)     |
| 5    | McLaren Vale > Willunga | 131 км    | Суббота, 22 января     | Франсиско Вентосо (ESP) |
| 6    | Аделаида > Аделаида     | 90 км     | Воскресенье, 23 января | Бен Свифт (GBR)         |

## Классификации
Участники Тур Даун Андер 2011 награждались лидерскими майками в шести различных классификациях.
Лидеру генеральной классификации присуждалась охровая майка. Расчёт времени в генеральной классификации происходил путём сложения времени этапов гонщиков и вычитания временных бонусов первым трём финишировавшим на каждом этапе и на промежуточных спринтах.
В спринтерской классификации присуждалась синяя майка. Очки в спринтерской классификации получали первые три гонщика финишировавших на этапах (8, 6 и 4 очка соответственно) и промежуточных спринтах (6, 4 и 2 очка).
Лидер горной классификации награждался белой майкой. В отличие от большинства других многодневных велогонок горным финишам не присваивались категории, первые пять гонщиков на всех горных финишах получали соответственно 16, 12, 8, 6 и 4 балла в горный зачёт.
Четвёртая майка присуждалась в молодёжной классификации. Лидер классификации награждался чёрной майкой.
Правила UCI ограничивают общее количество лидерских маек велогонки — их может быть не более четырёх, поэтому только лидеры перечисленных выше классификаций выходили в лидерских майках на старт следующего этапа. Однако на каждом этапе вручались ещё одна майка — красная, которую получал самый агрессивный гонщик (вручалась гонщику, совершившему наибольшее количество атак, участвовавшему в отрывах дольше других и принёсшему максимальную пользу команде). Хотя гонщик получал красную майку на подиуме после этапа, на следующий этап он выходил в своей обычной форме с красным номером самого агрессивного гонщика.
Шестой и последней номинацией на гонке была командная классификация. Время командной классификации рассчитывалось путём сложения результатов четырёх лучших гонщиков команды на каждом этапе. В конце гонки гонщики победившей в классификации команды были награждены синей майкой.

### Владение майками
| Этап | Победитель        | Генеральная классификация · | Горная классификация · | Спринтерская классификация · | Молодёжная классификация · | Командная классификация · | Агрессивный гонщик · |
| ---- | ----------------- | --------------------------- | ---------------------- | ---------------------------- | -------------------------- | ------------------------- | -------------------- |
| 1    | Мэтью Госс        | Мэтью Госс                  | Люк Робертс            | Мэтью Госс                   | Мэтью Госс                 | Team Sky                  | Саймон Кларк         |
| 2    | Бен Свифт         | Робби Макьюэн               | Люк Робертс            | Митчелл Докер                | Мэтью Госс                 | Team Sky                  | Юрий Кривцов         |
| 3    | Майкл Мэттьюс     | Мэтью Госс                  | Люк Робертс            | Мэтью Госс                   | Мэтью Госс                 | Team Sky                  | Люк Дарбридж         |
| 4    | Кэмерон Мейер     | Кэмерон Мейер               | Люк Робертс            | Томас де Гент                | Кэмерон Мейер              | Garmin-Cervélo            | Томас де Гент        |
| 5    | Франсиско Вентосо | Кэмерон Мейер               | Люк Робертс            | Мэтью Госс                   | Кэмерон Мейер              | Team Movistar             | Ричи Порт            |
| 6    | Бен Свифт         | Кэмерон Мейер               | Люк Робертс            | Мэтью Госс                   | Кэмерон Мейер              | Team Movistar             | Стюарт О’Грейди      |
| Итог | Итог              | Кэмерон Мейер               | Люк Робертс            | Мэтью Госс                   | Кэмерон Мейер              | Team Movistar             | -                    |

## Итоговые результаты

### Генеральная классификация
|    | Гонщик                  | Команда            | Время       |
| -- | ----------------------- | ------------------ | ----------- |
| 1  | Кэмерон Мейер (AUS)     | Garmin-Cervélo     | 17ч 54' 27" |
| 2  | Мэтью Госс (AUS)        | Team HTC-High Road | + 2"        |
| 3  | Бен Свифт (GBR)         | Team Sky           | + 8"        |
| 4  | Майкл Мэттьюс (AUS)     | Rabobank           | + 9"        |
| 5  | Лоуренс Тен Дам (NED)   | Rabobank           | + 10"       |
| 6  | Франсиско Вентосо (ESP) | Team Movistar      | + 17"       |
| 7  | Андре Грайпель (GER)    | Omega Pharma-Lotto | + 26"       |
| 8  | Блель Кадри (FRA)       | Ag2r-La Mondiale   | + 26"       |
| 9  | Аллан Дэвис (AUS)       | Astana             | + 27"       |
| 10 | Люк Робертс (AUS)       | UniSA-Australia    | + 28"       |

| Горная классификация | Горная классификация | Горная классификация | Горная классификация | Горная классификация |
| Гонщик               | Гонщик               | Команда              | Очки                 |                      |
| -------------------- | -------------------- | -------------------- | -------------------- | -------------------- |
| 1-й                  | Люк Робертс          | UniSA-Australia      | 60 очков             |                      |
| 2-й                  | Бен Херманс          | Team RadioShack      | 36 очков             |                      |
| 3-й                  | Митчелл Докер        | UniSA-Australia      | 32 очков             |                      |

| Горная классификация | Горная классификация | Горная классификация | Горная классификация | Горная классификация |
| Гонщик               | Гонщик               | Команда              | Очки                 |                      |
| -------------------- | -------------------- | -------------------- | -------------------- | -------------------- |
| 1-й                  | Люк Робертс          | UniSA-Australia      | 60 очков             |                      |
| 2-й                  | Бен Херманс          | Team RadioShack      | 36 очков             |                      |
| 3-й                  | Митчелл Докер        | UniSA-Australia      | 32 очков             |                      |

| Очковая классификация | Очковая классификация | Очковая классификация | Очковая классификация | Очковая классификация |
| Гонщик                | Гонщик                | Команда               | Очки                  |                       |
| --------------------- | --------------------- | --------------------- | --------------------- | --------------------- |
| 1-й                   | Мэттью Госс           | HTC-Highroad          | 28 очков              |                       |
| 2-й                   | Майкл Мэттьюс         | Rabobank              | 20 очков              |                       |
| 3-й                   | Томас Де Гендт        | Vacansoleil-DCM       | 20 очков              |                       |

| Очковая классификация | Очковая классификация | Очковая классификация | Очковая классификация | Очковая классификация |
| Гонщик                | Гонщик                | Команда               | Очки                  |                       |
| --------------------- | --------------------- | --------------------- | --------------------- | --------------------- |
| 1-й                   | Мэттью Госс           | HTC-Highroad          | 28 очков              |                       |
| 2-й                   | Майкл Мэттьюс         | Rabobank              | 20 очков              |                       |
| 3-й                   | Томас Де Гендт        | Vacansoleil-DCM       | 20 очков              |                       |

| Молодёжная классификация | Молодёжная классификация | Молодёжная классификация | Молодёжная классификация | Молодёжная классификация |
| Гонщик                   | Гонщик                   | Команда                  | Время                    |                          |
| ------------------------ | ------------------------ | ------------------------ | ------------------------ | ------------------------ |
| 1-й                      | Кэмерон Мейер            | Garmin-Cervélo           | 17ч 54' 27               |                          |
| 2-й                      | Мэттью Госс              | HTC-Highroad             | + 8                      |                          |
| 3-й                      | Бен Свифт                | Team Sky                 | + 9                      |                          |

| Молодёжная классификация | Молодёжная классификация | Молодёжная классификация | Молодёжная классификация | Молодёжная классификация |
| Гонщик                   | Гонщик                   | Команда                  | Время                    |                          |
| ------------------------ | ------------------------ | ------------------------ | ------------------------ | ------------------------ |
| 1-й                      | Кэмерон Мейер            | Garmin-Cervélo           | 17ч 54' 27               |                          |
| 2-й                      | Мэттью Госс              | HTC-Highroad             | + 8                      |                          |
| 3-й                      | Бен Свифт                | Team Sky                 | + 9                      |                          |

| Командная классификация по времени | Командная классификация по времени | Командная классификация по времени | Командная классификация по времени |
| Команда                            | Команда                            | Время                              |                                    |
| ---------------------------------- | ---------------------------------- | ---------------------------------- | ---------------------------------- |
| 1-й                                | Movistar Team                      | 53ч 53' 26                         |                                    |
| 2-й                                | Vacansoleil-DCM                    | + 8                                |                                    |
| 3-й                                | Ag2r La Mondiale                   | + 25                               |                                    |

| Командная классификация по времени | Командная классификация по времени | Командная классификация по времени | Командная классификация по времени |
| Команда                            | Команда                            | Время                              |                                    |
| ---------------------------------- | ---------------------------------- | ---------------------------------- | ---------------------------------- |
| 1-й                                | Movistar Team                      | 53ч 53' 26                         |                                    |
| 2-й                                | Vacansoleil-DCM                    | + 8                                |                                    |
| 3-й                                | Ag2r La Mondiale                   | + 25                               |                                    |